# William Levy (Schauspieler)

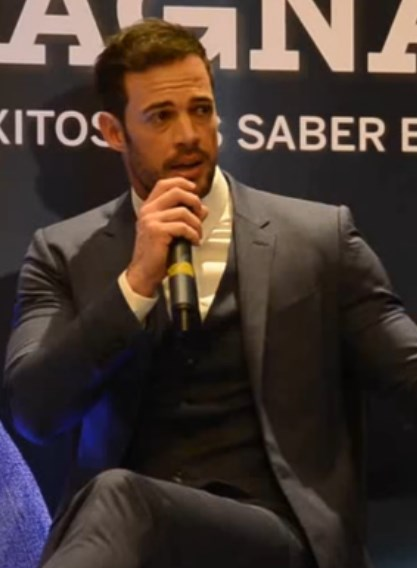
William Levy (2015)

William Levy Gutiérrez (* 29. August 1980 in Cojímar) ist ein kubanischer Schauspieler.

## Leben
Levy ging im Alter von vierzehn Jahren in die USA und besuchte dort die Barbara Goleman Senior High School. Mit einem Baseball-Stipendium begann er ein Betriebswirtschaftsstudium an der St. Thomas University, das er nach zwei Jahren abbrach, um Schauspiel in Los Angeles, Miami und Mexiko-Stadt zu studieren.
Ab 2003 arbeitete er als Model für die Next Model Agency. Kurz darauf nahm er erfolgreich an Reality-Shows wie Isla de la Tentación und Protagonistas de Novela 2 bei Telemundo teil. Sein Debüt als Schauspieler hatte er 2006 im spanischsprachigen Fernsehen in Mi Vida eres tú und Olvidarte jamás. Bekannt wurde er durch Pasión (2006) und seine Hauptrolle in der Telenovela Cuidado con el Angel (2008–09). Es folgten Rollen in Fernsehproduktionen wie Sortilegio (2009), Triunfo de amor (2010–11) und La Tempestad.
Nach dem Erfolg in Dancing with the stars mit der Partnerin Cheryl Burke wurde Levy auch dem englischsprachigen Publikum bekannt und wirkte in Hollywood-Produktionen wie The Single Moms Club (2014), Resident Evil: The Final Chapter (2016) und The Veil (2017) mit. 2019 hatte er die Hauptrolle in Matías Moltrasios Film En Brazos de un Asesino (Killing Sarai).
Seit 2003 befindet er sich in einer On-Off-Beziehung mit der Schauspielerin Elizabeth Gutiérrez. 2006 kam ein gemeinsamer Sohn zur Welt, 2010 folgte eine Tochter.